# دی‌فنیل-۲-پیریدیل‌فسفین
دی‌فنیل-۲-پیریدیل‌فسفین (به انگلیسی: Diphenyl-2-pyridylphosphine) با فرمول شیمیایی C17H14NP یک ترکیب شیمیایی با شناسه پاب‌کم 24864153 است. که جرم مولی آن 263.27 g/mol می‌باشد. شکل ظاهری این ترکیب، کریستال سفید است.